# Ernst Wetter
Ernst Wetter (Winterthur, 27 agosto 1877 – Zurigo, 10 agosto 1963) è stato un politico svizzero.
Nel dicembre 1938 è stato eletto nel Consiglio federale svizzero, rimanendovi fino al dicembre 1943. Nel corso del mandato ha guidato il Dipartimento federale delle finanze.
Era rappresentante del Partito Liberale Radicale.
Ha ricoperto la carica di Presidente della Confederazione svizzera nel 1941.